# 反撃の大地
「反撃の大地」（はんげきのだいち）は、テレビアニメ『進撃!巨人中学校』のキャラクターソングである。2015年11月18日にシングルとして発売された。

## 概要
- テレビアニメ『進撃!巨人中学校』のエンディングテーマに起用されている[1]。
- 表題曲はエレンとジャンによるソロ・バージョンがミニ・アルバム『進撃!巨人中学校 キャラクターソングシリーズ メモリアルアルバム 進撃祭』に収録されている。

## 収録曲
1. 反撃の大地 [3:41]
作詞：hotaru / 作曲：田中俊亮 / 編曲：yamazo / 歌：エレン・イェーガー（梶裕貴）、ジャン・キルシュタイン（谷山紀章）、ミカサ・アッカーマン（石川由依） from attackers
2. 「進撃!巨人中学校」オリジナルドラマ 第1話〜結成!attackers!〜 [15:00]
出演：梶裕貴・石川由依・ 井上麻里奈・谷山紀章・小林ゆう・下野紘
3. 反撃の大地 (Instrumental) [3:40]